# Акты юридические
Акты юридические повна назва Акты юридические, или собрание форм старинного делопроизводства прийняте скорочення АЮ — збірка російських приватних актів XV — початку XVIII століть, видана в Санкт-Петербурзі в 1838 році. В АЮ опубліковані купчі, обмінні, данинні, вкладні, духовні та нші грамоти, судові списки, наказні пам'ятки та інші документи що містять цінні матеріали щодо господарчого життя, побуту та управління, цивільного права Росії тих часів. АЮ має недоліки в підборі та археографічному оформленні документів, наприклад різнорідні документи об'єднанні одним терміном «акти», трапляються помилки при передачі тексту чи датування джерел, деякі опубліковані документи є фальшивками, наприклад ввізні грамоти нібито видані Протасьєвим великим князем Василем ІІ Темним у 1425—1426 роках. До АЮ є іменний та географічний вказівники видані в Санкт-Петербурзі в 1840 році.